# Wiata joannae
Wiata joannae är en insektsart som beskrevs av Irena Dworakowska 1981. Wiata joannae ingår i släktet Wiata och familjen dvärgstritar. Inga underarter finns listade i Catalogue of Life.